# Grande mosquée de Mossoul
Ne doit pas être confondu avec Grande Mosquée al-Nouri.
La Grande Mosquée de Mossoul (anciennement mosquée Saddam) est la plus grande mosquée de Mossoul en Irak. Elle est située dans le quartier de Taqafah, sur la rive orientale du Tigre, à proximité du site archéologique de Ninive. Sa construction a débuté sous le régime de Saddam Hussein, mais les travaux ont été interrompus à la suite de l'instabilité politique du pays.

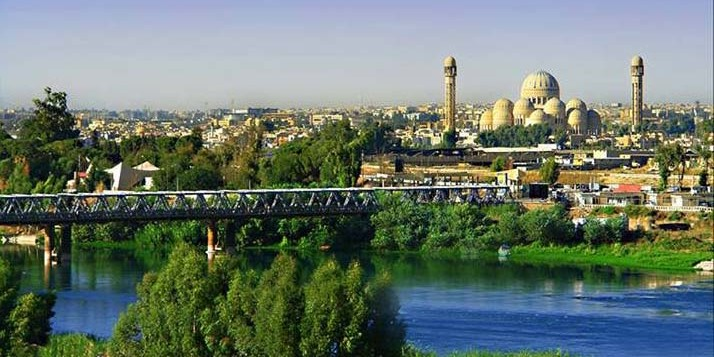